# بلک راک (بریجپورت)
بلک راک (به انگلیسی: Black Rock) یک منطقهٔ مسکونی در ایالات متحده آمریکا است که در شهرستان فیرفیلد، کنتیکت واقع شده‌است. بلک راک ۹٬۹۷۹ نفر جمعیت دارد.